# Domingos Paciência
Domingos José Paciência Oliveira (Leça da Palmeira, 2 januari 1969) is een Portugees voetbalcoach en voormalig voetballer die zelf dienstdeed als aanvaller. Hij kwam van 1988 tot en met 2001 uit voor achtereenvolgens FC Porto, CD Tenerife en opnieuw FC Porto. Paciência was van 1989 tot en met 1998 international in het Portugees voetbalelftal, waarvoor hij 34 interlands speelde en negen keer scoorde. Hij is de vader van Gonçalo Paciência.
Paciência werd zeven keer landskampioen met FC Porto. Daarbij werd hij in het seizoen 1995/96 met 25 goals ook topscorer van de Primeira Liga, nadat hij in 1990/91 (24 goals) en 1994/95 (19 goals) op de tweede plaats van dat klassement eindigde. Hij werd in 1990 uitgeroepen tot Portugees voetballer van het jaar.
Paciência debuteerde op 29 maart 1989 in het Portugees voetbalelftal, in een met 6–0 gewonnen oefeninterland tegen Angola. Hij was actief voor Portugal op één eindtoernooi, het EK 1996. Hij maakte op dat toernooi één doelpunt, de 0–3 in een met diezelfde cijfers gewonnen groepswedstrijd tegen Kroatië.
Paciência stopte in 2001 met voetballen en werd jeugdtrainer bij FC Porto. Hij ging in 2006 voor het eerst aan de slag als hoofdcoach, bij União Leiria. Paciência bereikte in het seizoen 2010/11 met SC Braga de finale van de Europa League.

## Erelijst
| Kampioen Primeira Liga        | 7x | 1987/88, 1989/90, 1991/92, 1992/93, 1994/95, 1995/96, 1996/97 |
| Taça de Portugal              | 5x | 1987/88, 1990/91, 1993/94, 1999/2000, 2000/01                 |
| Supertaça Cândido de Oliveira | 6x | 1991, 1992, 1994, 1995, 1999, 2000                            |

1 Baía  ·
2 Secretário ·
3 Paulinho Santos ·
4 Oceano ·
5 Couto ·
6 Tavares ·
7 Paneira ·
8 Pinto ·
9 Sá Pinto ·
10 Costa ·
11 Cadete ·
12 Alfredo ·
13 Dimas ·
14 Barbosa ·
15 Domingos Paciência ·
16 Hélder ·
17 Porfírio ·
18 Folha ·
19 Sousa ·
20 Figo ·
21 Madeira ·
22 Rui Correia ·
Coach: Oliveira